# Phạm Văn Sinh (chính khách)
Phạm Văn Sinh (sinh ngày 20 tháng 4 năm 1958 tại xã Quỳnh Minh, huyện Quỳnh Phụ, tỉnh Thái Bình) là một chính khách người Việt Nam. Ông từng kinh qua các chức vụ lãnh đạo của tỉnh Thái Bình như Chủ tịch Ủy ban nhân dân (2011-2015), Chủ tịch Hội đồng nhân dân (2015), Bí thư Tỉnh ủy Thái Bình (2015-2018).

## Sự nghiệp
4/1981-10/1984: Giảng viên Trường Đại học Nông nghiệp I Hà Nội.
10/1984-5/1986: Chuyên viên Văn phòng Huyện ủy Quỳnh Phụ.
5/1986-9/1986: Phó trưởng Trạm giống lúa cấp II huyện Quỳnh Phụ.
9/1986-6/1987: Huyện ủy viên, Phó trưởng phòng Nông nghiệp huyện Quỳnh Phụ.
7/1987-3/1992: Ủy viên Ban Thường vụ Huyện ủy, Giám đốc Công ty Vật tư dịch vụ cây trồng huyện Quỳnh Phụ; Đại biểu HĐND huyện Quỳnh Phụ khóa XIV; Đại biểu HĐND tỉnh Thái Bình khóa XI.
4/1992-12/1995: Ủy viên Ban Thường vụ Huyện ủy, Phó chủ tịch UBND huyện Quỳnh Phụ, Đại biểu HĐND huyện Quỳnh Phụ khóa XV.
1/1996-11/2000: Phó Bí thư Huyện ủy, Chủ tịch UBND huyện Quỳnh Phụ, Đại biểu HĐND huyện Quỳnh Phụ khóa XVI, Đại biểu HĐND tỉnh Thái Bình khóa XIII.
12/2000-7/2003: Tỉnh ủy viên, Bí thư Huyện ủy, Chủ tịch HĐND huyện Quỳnh Phụ, Đại biểu HĐND huyện Quỳnh Phụ khóa XVI, Đại biểu HĐND tỉnh Thái Bình khóa XIII.
7/2003-10/2004: Tỉnh ủy viên, Phó Trưởng ban Thường trực Ban Tổ chức Tỉnh ủy, Đại biểu HĐND tỉnh Thái Bình khóa XIV nhiệm kỳ 2004-2011.
11/2004-12/2005: Tỉnh ủy viên, Chánh Văn phòng Tỉnh ủy, được bầu vào Ban Thường vụ Tỉnh ủy từ tháng 12/2005.
1/2006-1/2007: Ủy viên Ban Thường vụ Tỉnh ủy Thái Bình, Trưởng ban Tổ chức Tỉnh ủy.
2/2007 – 7/2008: Ủy viên Ban Thường vụ Tỉnh ủy Thái Bình, Phó Chủ tịch UBND tỉnh.
8/2008-12/2010: Phó Bí thư Thường trực Tỉnh ủy.
01/2011 - 2/2015: Phó Bí thư Tỉnh ủy, Chủ tịch UBND tỉnh Thái Bình
Tháng 3/2015, ông được phê chuẩn giữ chức Bí thư tỉnh ủy Thái Bình
Ngày 25 tháng 9 năm 2015, tại Đại hội Đảng bộ tỉnh Thái Bình lần thứ 19 nhiệm kỳ 2015-2020, Phạm Văn Sinh được bầu lại làm Bí thư Tỉnh ủy Thái Bình nhiệm kỳ 2015-2020, hai phó bí thư là Đặng Trọng Thăng và Nguyễn Hồng Diên.
Sáng ngày 6 tháng 3 năm 2015, Hội đồng nhân dân tỉnh Thái Bình khóa XV, nhiệm kỳ 2011-2016 tổ chức kỳ họp bất thường miễn nhiệm chức vụ Chủ tịch Hội đồng nhân dân tỉnh Thái Bình nhiệm kỳ 2011-2016 đối với ông Nguyễn Hồng Diên, ông Phạm Văn Sinh được bầu làm Chủ tịch mới của Hội đồng nhân dân tỉnh Thái Bình.
Chỉ 9 tháng sau, Hội đồng nhân dân tỉnh Thái Bình khóa XV, nhiệm kỳ 2011-2016 tại kỳ họp lần thứ 11 (phiên họp thứ hai) kết thúc ngày 31/12/2015 đã tiến hành miễn nhiệm chức danh Chủ tịch Hội đồng nhân dân tỉnh Thái Bình nhiệm kỳ 2011-2016 đối với ông Phạm Văn Sinh theo nguyện vọng cá nhân.
Ngày 27/4/2018, Tỉnh ủy Thái Bình đã tổ chức Hội nghị Ban Chấp hành Đảng bộ tỉnh (kỳ họp thứ 22) để kiện toàn chức danh Bí thư Tỉnh ủy nhiệm kỳ 2015 - 2020 và công bố quyết định của Bộ Chính trị về việc nghỉ hưu của cán bộ đối với ông Phạm Văn Sinh, Bí thư Tỉnh ủy Thái Bình nhiệm kỳ 2015 - 2020 từ ngày 1/5/2018.